# Filippo Baratti
Filippo Baratti (Triëst, 1849 - 1936) was een Italiaanse kunstschilder. Zijn vroege werk wordt gerekend tot het oriëntalisme.

## Leven en werk
Filippo Baratti werd geboren in Triëst in 1849, dat toen nog onderdeel was van Oostenrijk-Hongarije. Over zijn beginjaren is bekend dat hij in 1868 een doek tentoonstelde op de Esposizione di Belle Arte in Milaan. In de periode van 1869 tot 1872 heeft hij diverse doeken tentoongesteld op de Societa Promatirice di Bella Arte in Turijn.
In deze periode was zijn werk grotendeels geïnspireerd door thema's uit de Orient, waarmee hij een belangrijke vertegenwoordiger werd van de Italiaanse school van oriëntalisten. Zijn werk lijkt te zijn beïnvloed door Eugène Delacroix en Jean-Léon Gérôme.
Op latere leeftijd woonde Baretti onder andere in Parijs en Londen. Vooral in Londen ging hij zich meer richten op het schilderen van landschappen en stadsgezichten.

## Schilderijen
- "Sorita di chiesa" - 1869
- "La Lettura" - 1869
- "In de harem" - 1882
- "St. Paul's Cathedral from Aldgate" - 1885
- "Whitehall" - 1885
- "Waterloo Place" - 1886
- "La nouvelle favorite - 1889